# 11696 Капен
11696 Капен (11696 Capen) — астероїд головного поясу, відкритий 22 березня 1998 року.
Тіссеранів параметр щодо Юпітера — 3,645.